# Корпус-Кристи
Ко́рпус-Кри́сти (англ. Corpus Christi; дословно с латинского — «Тело Христово») — город в США, расположенный в южной части штата Техас на побережье Мексиканского залива, туристический центр.
Предположительно поводом для названия послужило отмечание католиками праздника Тела и Крови Христовых в день высадки на побережье Техаса в 1519 году испанского мореплавателя Алонсо Альвареса де Пинеда, исследовавшего северное побережье Мексиканского залива. Административный центр округа Нуэсес. Население — около 316 тысяч жителей (2013 год).

## История
Корпус-Кристи был основан в 1839 году полковником Генри Лоуренсом Кинни и назывался Киннис-Трейдинг-Пост (англ. Kinney's Trading Post, фактория Кинни) или Киннис-Ранч (англ. Kinney's Ranch, ранчо Кинни). Это был маленький торговый посёлок, через который шло снабжение мексиканской революционной армии, располагавшейся двадцатью пятью милями западнее. С июля 1845 по март 1846 года в посёлке были размещены американские войска, готовящиеся к Американо-мексиканской войне. Примерно через год появилось современное название — Корпус-Кристи (зарегистрировано в сентябре 1852 года). В 1926 году в городе был открыт порт, а в 1941 году начала работать авиабаза ВМС США.

## Климат
Город расположен вблизи Мексиканского залива, чем и обусловливается мягкий и влажный климат. Летом перепады температур минимальны: дневная температура — около 30…32 °C, а ночная — 25…28 °C. С начала июня в Атлантике начинается сезон тропических ураганов, которые иногда обрушиваются на город, как это было 25 августа 2017 года. Тропический ураган 4-й категории Харви повредил тогда множество зданий в городе. Но, как правило, тропические ураганы обходят город стороной.

Зимой с севера часто приходит холодный арктический воздух. В такие дни температура в городе может понизится до 0 °C ночью и + 8 °C днем. Осадки обычны в виде дождя, но в очень редких случаях может выпасть и снег (самые крупные снегопады были зафиксированы 25 декабря 2004 года и 8 декабря 2017 года). 
| Показатель              | Янв. | Фев.  | Март | Апр. | Май  | Июнь | Июль | Авг. | Сен. | Окт. | Нояб. | Дек.  | Год   |
| ----------------------- | ---- | ----- | ---- | ---- | ---- | ---- | ---- | ---- | ---- | ---- | ----- | ----- | ----- |
| Абсолютный максимум, °C | 32,7 | 36,1  | 38,8 | 38,8 | 39,4 | 41,7 | 40,5 | 41,6 | 42,7 | 38,3 | 36,6  | 32,7  | 42,7  |
| Средний максимум, °C    | 19,3 | 21,3  | 24,3 | 27,6 | 30,3 | 32,7 | 33,9 | 34,6 | 32,2 | 29,0 | 24,4  | 20,2  | 27,5  |
| Средняя температура, °C | 13,9 | 15,8  | 18,9 | 22,4 | 25,7 | 28,0 | 28,8 | 29,2 | 27,2 | 23,6 | 18,9  | 14,7  | 22,2  |
| Средний минимум, °C     | 8,4  | 10,2  | 13,5 | 17,2 | 21,1 | 23,2 | 23,7 | 23,8 | 22,2 | 18,2 | 13,4  | 9,2   | 17,0  |
| Абсолютный минимум, °C  | −10  | −11,6 | −4,4 | 0,5  | 7,2  | 13,3 | 17,7 | 17,7 | 11,1 | −2,2 | −2,7  | −10,5 | −11,6 |
| Норма осадков, мм       | 39   | 48    | 48   | 46   | 77   | 85   | 70   | 74   | 126  | 92   | 50    | 46    | 805   |
| Источник: NWS           |      |       |      |      |      |      |      |      |      |      |       |       |       |